# Silnice I/42
Die Silnice I/42 (tschechisch für: „Straße I. Klasse 42“) ist eine tschechische Staatsstraße (Straße I. Klasse).

## Verlauf

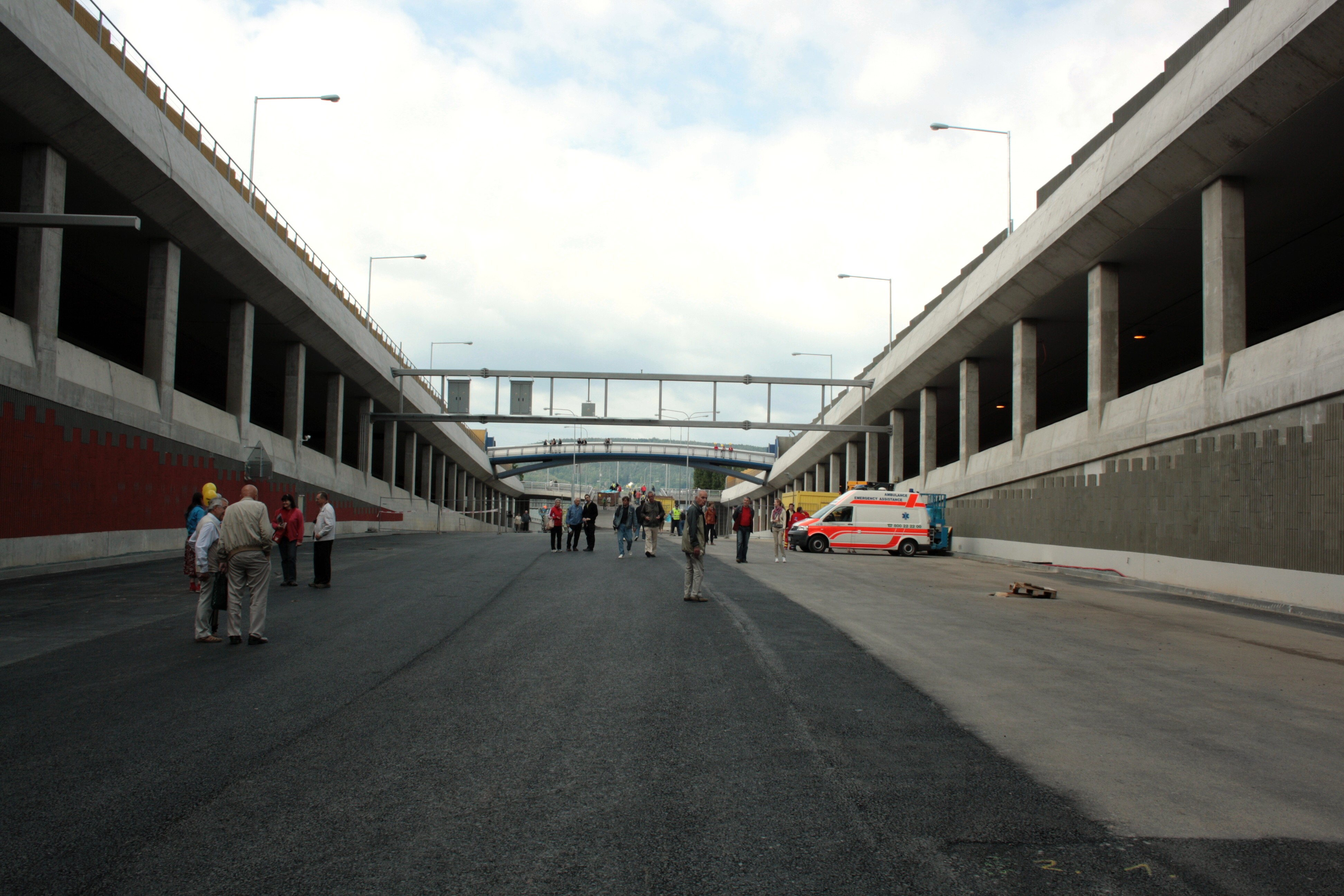
Der Královopolský-Tunnel

Die mit den Straßen Silnice I/23, Silnice I/41, Silnice I/43 und Silnice I/50 verknüpfte vierspurige, noch nicht in allen Teilen ausgebaute  Straße bildet den Großen Stadtring (Velký městský okruh) von Brünn (Brno). Ihre Länge beträgt 18,856 Kilometer.